# فرانکو اسکاراملی
فرانکو اسکاراملی (انگلیسی: Franco Scaramelli؛ زادهٔ ۸ اکتبر ۱۹۱۱) بازیکن فوتبال اهل ایتالیا است.
از باشگاه‌هایی که در آن بازی کرده‌است می‌توان به باشگاه فوتبال آ.اس. رم، باشگاه فوتبال مودنا، و باشگاه فوتبال برشا اشاره کرد.